# Gynaephora groenlandica
Gynaephora groenlandica és una espècie de lepidòpter ditrisi de la família dels erèbids (Erebidae), subfamília Lymantriinae

## Distribució
Es troba dins del Cercle polar àrtic, a Groenlàndia i el Canadà.

## Descripció i ecologia
És una espècie molt coneguda pel seu ritme tant lent de desenvolupament. Un cop es va estimar que podia tenir una vida útil de 14 anys de l'ou l'adult.
És l'única espècie entre els lepidòpters que té la capacitat de suportar temperatures inferiors a -60 ° C. Les larves degraden els seus mitocondris preparant-se per passar l'hivern i els tornen a sintetitzar a la primavera.
Cada estadi de l'eruga pren al voltant d'un any.
Estudis posteriors han revisat la durada del seu cicle de vida que és de 7 anys.
Les larves són úniques en la seva combinació d'adaptacions als extrems polars. Passen gairebé el 90% de les seves vides congelades i només el 5% s'alimenten de la tundra durant el juny; la resta es gasta en estivació d'estiu dins hivernacles (capolls de protecció).
Amagar-se dins hivernacles compleix diverses funcions: protecció contra insectes parasitoides que maten aproximadament el 75% de les larves i les pupes, evitar metabòlits secundaris acumulats en la seva font d'aliment, el salze àrtic, la degradació dels mitocondris vinculats amb hipometabolisme i síntesi d'anticongelant, i la conservació de reserves d'energia necessàries per sintetitzar compostos crioprotectors requerits per la congelació de supervivència.
Dos insectes parasitoides ataquen les larves: una vespa icneumònida (identificada com a Hyposoter pectinatu però probablement Hyposoter deichmanni) i un taquínid (Exorista thula). La vespa, un parasitoide solitari, mata aproximadament el 20% del tercer i quart estadi de l'hoste; mentre que el taquínid, que és gregari, causa un 50% de mortalitat als estadis cinquè i sisè, i a les pupes.
Les temperatures extremes d'hivern no són tan perjudicials per a les larves de Gynaephora com els parasitoides. Les larves són extremadament tolerants a la congelació, essent capaces de sobreviure a temperatures de fins a -70 ° C.
A mesura que les temperatures disminueixen durant el final de l'estiu àrtic, les larves inicien la síntesi de compostos crioprotectors, com ara glicerol, a més d'alguns rars, per exemple betaïna. L'acumulació d'aquests "anticongelants" és ajudada pel coll d'ampolla de la fosforilació oxidativa a través de la degradació mitocondrial. Les larves sintetitzaran els mitocondris la primavera següent quan reprenguin la seva activitat.
La Unitat d'Història Natural de la BBC va filmar exemplars de Gynaephora groenlandica en el seu hàbitat natural a l'illa d'Ellesmere el juny de 2009. La seqüència es va convertir en part de la seqüela de la BBC per Planet Earth anomenada Frozen Planet, emès a la BBC la tardor de 2011 (emesa després als EUA pel Discovery Channel la primavera de 2012).